# Ester 2

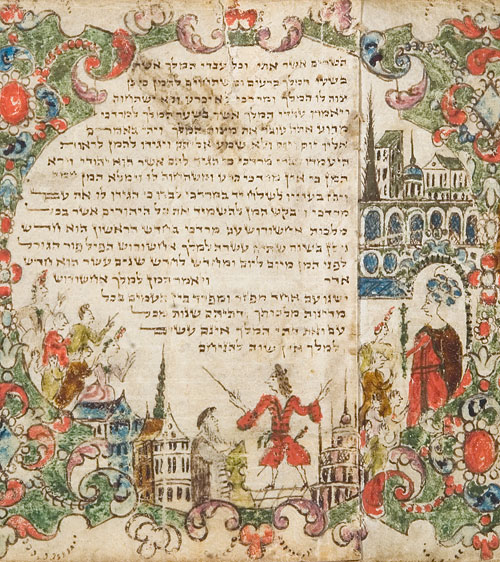
Manuscrito enrollado del Libro de Ester, de principios del siglo XVIII, con ilustraciones muy detalladas

Esther 2 es el segundo capítulo del Libro de Ester en la Biblia hebrea o el Antiguo Testamento de la Biblia cristiana. Se desconoce el autor del libro y los estudiosos modernos han establecido que la etapa final del texto en hebreo se habría formado en el siglo II a. C. Los capítuloa 1 y 2 de Ester constituyen la exposición del libro. Este capítulo presenta a Mardoqueo y a su hija adoptiva, Ester, cuya belleza ganó la aprobación del rey Asuero, y fue coronada reina de Persia (Esther 2:17). Gracias a la información proporcionada por Mordecai, Esther advirtió al rey de un plan de asesinato (versículos 21–Esther 2:22), por lo que los aspirantes a asesinos fueron ejecutados en la horca, y el rey le debía la vida a Mordecai.

## Texto
Este capítulo fue escrito originalmente en lengua hebrea y, desde el siglo XVI, se divide en 23 versículos.

### Testimonios textuales
Algunos manuscritos antiguos que contienen el texto de este capítulo en hebreo pertenecen al Texto masorético, que incluye el Codex Leningradensis (1008).
También existe una traducción al griego koiné conocida como la Septuaginta, realizada en los últimos siglos a. C. Los manuscritos antiguos que se conservan de la versión Septuaginta incluyen el Codex Vaticanus (B; {\displaystyle {\mathfrak {G}}}B; siglo IV), el Codex Sinaiticus (S; BHK: {\displaystyle {\mathfrak {G}}}S; siglo IV) y el Codex Alexandrinus (A; {\displaystyle {\mathfrak {G}}}A; siglo V).

## La decisión del rey de buscar una nueva reina (2:1–4)

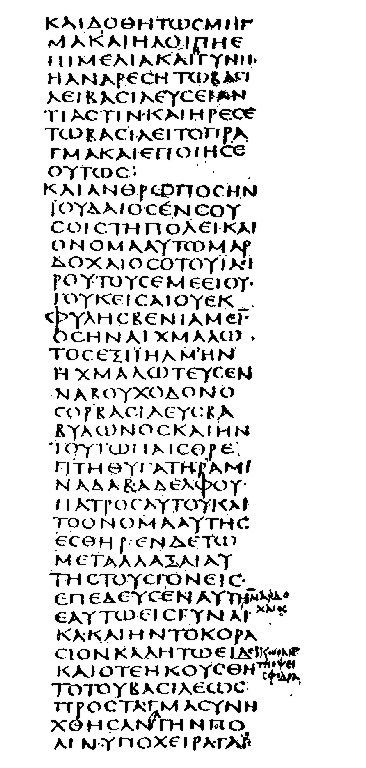
Texto griego de Ester 2:3-8 en el Codex Sinaiticus.

Para encontrar una sustituta para la reina persa tras la destitución de Vasti, el rey decidió celebrar un concurso nacional siguiendo el consejo de sus consejeros.

### Versículo 3
Y el rey designará oficiales en todas las provincias de su reino, para que reúnan a todas las jóvenes vírgenes y las traigan a Susa, al palacio, a la casa de las mujeres, bajo la custodia de Hegue, el eunuco del rey, encargado de las mujeres; y se les dará lo necesario para su purificación.
- «Susán»: o «Susa».[11]
- «El palacio» (Biblia del rey Jacobo): de la palabra hebrea בִּירָה (birah); Nueva Biblia del rey Jacobo: «ciudadela».[12]
- «Hege» (en hebreo: הֵגֶ֛א, hê-ḡe[13]): escrito como «Hegai» (en hebreo: הֵגָ֑י) en Esther 2:8, Esther 2:15; un eunuco encargado de las vírgenes, mientras que otro, llamado «Shaashgaz» (Esther 2:14), estaba a cargo de las concubinas.[14]
- «Sus cosas para la purificación»: o, en hebreo, «sus ungüentos»; cf. Nueva Versión Internacional, Versión Contemporánea en Inglés, Nueva Traducción Viviente: «tratamientos de belleza».[15]

## La admisión de Ester en la corte (2:5-11)
Dado que el requisito para participar en el concurso es simplemente su belleza (versículo 3), el hecho de que Ester fuera judía, descendiente de cautivos (versículo 6), sin padre ni madre, no le impidió entrar en la corte. Una vez en el harén, obtuvo «un lugar privilegiado a los ojos del jefe del harén».

### Versículo 5
En Susa, la capital, había un judío llamado Mardoqueo, hijo de Jaír, hijo de Simei, hijo de Quis, benjamita.
- «Mardoqueo»: nombre que refleja el nombre de la deidad babilónica Marduk; una posible costumbre común de muchos judíos de la época era tener «dos nombres: uno para uso secular y otro para uso exclusivo dentro de la comunidad judía», pero no hay constancia del nombre judío de Mordecai en el texto bíblico.[18]

### Versículo 6
Que habían sido llevados de Jerusalén con los cautivos que se llevaron con Jeconías, rey de Judá, a quien Nabucodonosor, rey de Babilonia, había llevado.
- «Jeconías»: es un nombre alternativo de Joaquín (2 Reyes 24:6),[20] aunque varias versiones modernas en inglés utilizan el último nombre para evitar confusiones (por ejemplo, NIV, New Century Version, Good News Bible, NLT).[21]

### Versículo 7
Y crió a Hadassah, es decir, Ester, la hija de su tío, porque ella no tenía padre ni madre, y la doncella era hermosa y bella; y Mardoqueo, cuando murieron su padre y su madre, la tomó por hija propia.
- «Sacó» (Biblia del rey Jacobo, Versión Estándar Americana, Versión Estándar Revisada,) o «crió» (Nueva Biblia Estándar Americana): del término en hebreo אֹמֵן (ʾomen) que significa:[23]
  - (1) «asistente» de niños (Números 11:12; Isaías 49:23);
  - (2) «guardián» (2 Reyes 10:1, 5; Ester 2:7);
  - (3) «niñera» (2 Samuel 4:4; Ruth 4:16);
  - (4) «cuidar» (Isaías 60:4; Lamentaciones 4:5).[24]
- «Hadassah»: es un nombre judío que puede significar «mirto»; el nombre Ester podría derivar de la palabra persa que significa «estrella», o del nombre de la diosa babilónica «Ishtar».[25]
- «Porque no tenía padre ni madre», del hebreo «porque no había padre ni madre para ella», se entiende universalmente que significa que el padre y la madre de Ester ya no vivían. [26]
- «Bella y hermosa»: del hebreo «hermosa de forma», donde el sustantivo hebreo תֹּאַר (toʾar, «forma; figura») se utiliza para describir «la forma física del cuerpo de una mujer hermosa» (Génesis 29:17; Deuteronomio 21:11; 1 Samuel 25:3); TEV: «tenía buena figura».[27]
- «Tomó por hija propia»: del hebreo «la tomó para él», donde el verbo hebreo לָקַח («laqakh», «tomar») describe que Mardoqueo adoptó a Ester y la trató como a su propia hija, «tomarla como propiedad propia» como una hija.[28]

### Versículo 10
Esther no había revelado su pueblo ni su parentela, porque Mardoqueo le había mandado que no lo revelara».
- «Reveló»: o «dio a conocer» (Modern English Version; New English Translation ); «reveló la identidad de» (New King James Version).[30] El hecho de que Ester pudiera ocultar tan eficazmente su herencia judía sugiere que no observaba de forma estricta las normas alimentarias y religiosas judías (a diferencia de Daniel).[31]
- «Su pueblo o su familia»: esta misma frase aparece con el orden de las palabras invertido en Ester 2:20.[32]

## El ascenso al trono de Ester (2:12-18)

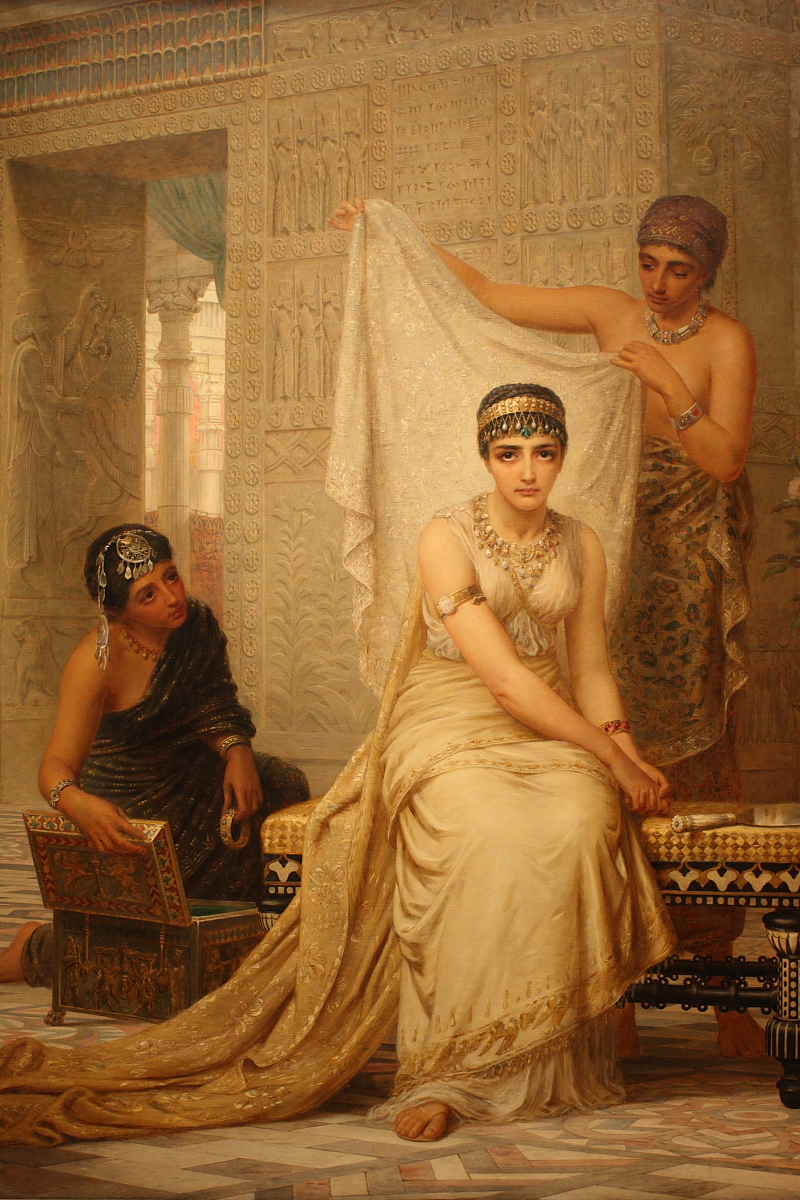
La reina Ester (1879) de Edwin Long.

Esta parte contiene la descripción del tratamiento de belleza de doce meses al que se sometieron las candidatas a reina de Persia. También da una pista sobre el carácter de Ester: podría poseer una «astucia innata» que le permitió distinguirse de sus competidoras y, al final, ser elegida reina.

### Versículo 12
Cuando llegaba el turno de cada doncella para presentarse ante el rey Asuero, después de haber pasado doce meses, según la costumbre de las mujeres (pues así se cumplían los días de su purificación, a saber, seis meses con aceite de mirra y seis meses con aromas y con otras cosas para la purificación de las mujeres)
- «Según la costumbre de las mujeres»: del hebreo «ser para ella según la ley de las mujeres»; NASB «según las normas para las mujeres».[35]

### Versículo 16
Así fue llevada Ester al rey Asuero, a su palacio real, en el mes décimo, que es el mes de Tebet, en el séptimo año de su reinado.
El tiempo al que se refiere el versículo cae en enero o febrero del 478 a. C., lo que habría sido muy poco después del regreso de Jerjes a Susa de la guerra con los griegos, por lo que el largo retraso en la sustitución de Vasti puede explicarse por la larga ausencia de Jerjes en Grecia.

## El descubrimiento por Mardoqueo del complot contra el rey (2:19–23)

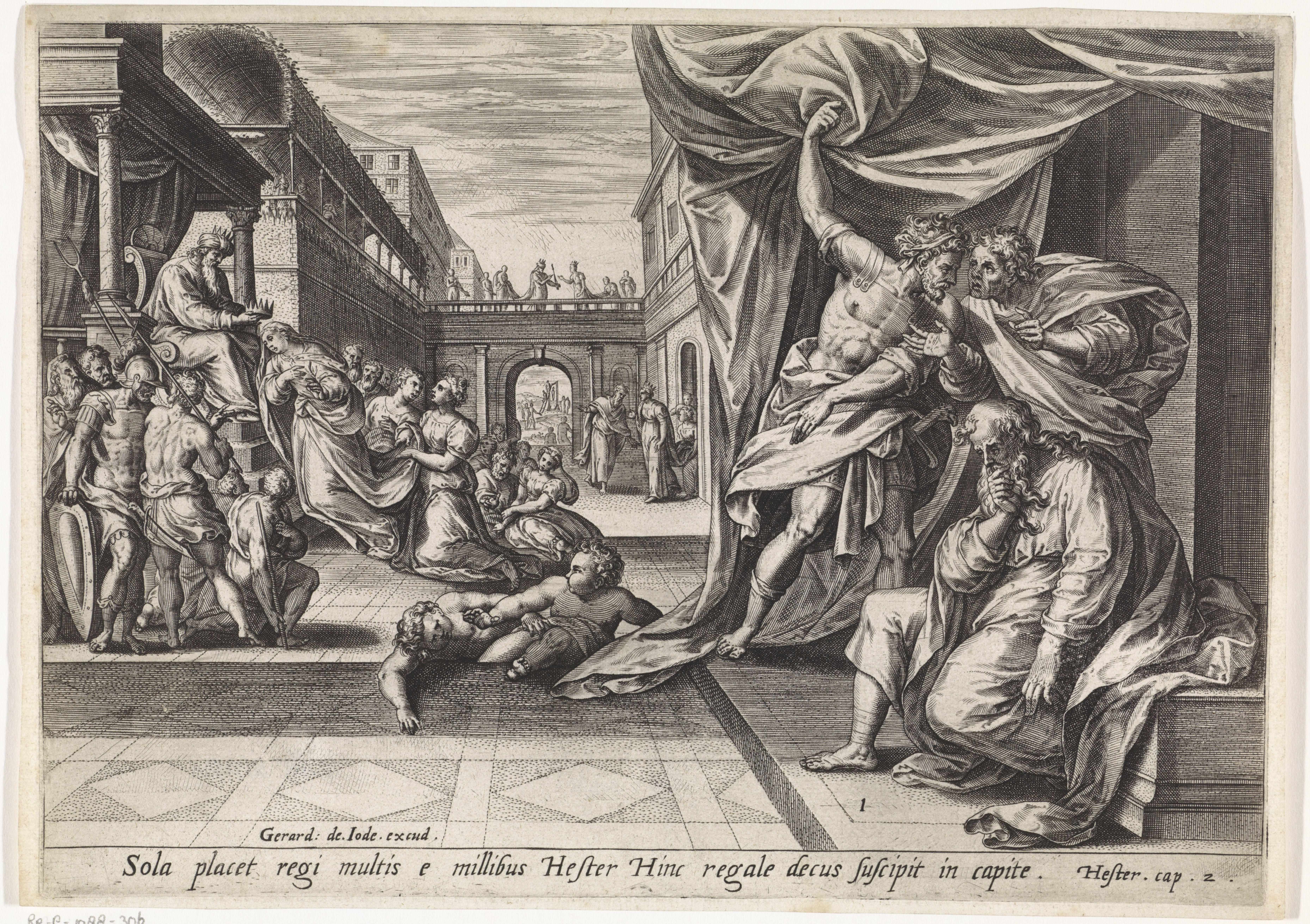
La coronación de Ester (izquierda) con Mardoqueo en la puerta, escuchando a Bigtán y Teres conspirando contra el rey (derecha). Gerard de Jode, 1579.

Esta sección narra cómo Mardoqueo escuchó una conspiración para asesinar al rey y se lo contó a Ester, para que ella pudiera salvar la vida del rey basándose en la información «en nombre de Mardoqueo» (Esther 2:22). Este episodio presagia los acontecimientos futuros y cobra verdadero sentido con la recompensa a Mardoqueo en capítulo 6.

### Versículo 20
Ester no había revelado su linaje ni su pueblo, tal y como le había ordenado Mardoqueo, pues Ester obedecía a Mardoqueo tal y como había hecho cuando él la crió.
- «No había dado a conocer»: El hecho de que Ester fuera capaz de ocultar tan eficazmente su herencia judía sugiere que no observaba de forma estricta las normas alimentarias y religiosas judías (a diferencia de Daniel).[31]
- «Su familia o su pueblo»: esta misma frase aparece, pero con el orden de las palabras invertido, en Ester 2:10.[32]
- «Mordecai le había ordenado»: al final de esta frase, la versión griega de la Septuaginta tiene las palabras «temer a Dios».[38]

### Versículo 21
En aquellos días, mientras Mardoqueo estaba sentado a la puerta del rey, Bigthan y Teresh, dos eunucos del rey que guardaban la puerta, se enojaron y trataron de poner mano sobre el rey Asuero.
- «Bigthan»: referido como «Bigthana», una variante ortográfica del nombre, en Ester 6:2.[39][40]

## Comentarios

### De la Iglesia católica

#### A todo el capítulo
En una nación poderosa vivía un pueblo humilde y sometido: los judíos, deportados de su tierra y dispersos por las provincias del reino. Entre ellos se encontraba Ester, joven huérfana criada por su tío Mardoqueo, cuya belleza sencilla recordaba a una fuente que brota entre las rocas. El contraste entre la grandeza del imperio y la fragilidad de los judíos era enorme, pero en la humildad de este pueblo había una fuerza oculta que les granjeaba simpatía. Ester, al presentarse ante el rey sin pedir nada, obtuvo su favor y fue coronada con la diadema real. Sus nombres reflejaban la vida en la diáspora: Ester y Mardoqueo derivaban de divinidades babilónicas, como era común entre los judíos exiliados, aunque también conservaban un nombre hebreo. Ester era llamada Hadasá, término que significa «mirto».

#### A los versículos 18-23
Mardoqueo aparece en el relato como la figura representativa del judío: prudente, sabio y atento a lo que ocurre a su alrededor, capaz de descubrir intrigas dentro de la corte persa. Ester, aun ocupando un lugar privilegiado en el palacio, se mantiene fiel a su identidad y a su pueblo, siguiendo siempre las indicaciones de su tío. Él, a su vez, permanece cercano a ella, vigilante y dispuesto a protegerla en todo momento.

## Lectura adicional
- Bush, Frederic W. (2018). Ruth-Esther. Word Biblical Commentary 9. Zondervan Academic. ISBN 978-0310588283.
- McConville, J. G. (1985). Ezra, Nehemiah, and Esther. The Daily Study Bible: Old Testament. Westminster John Knox Press. ISBN 978-0664245832. Consultado el October 28, 2019.